# John Lönnegren

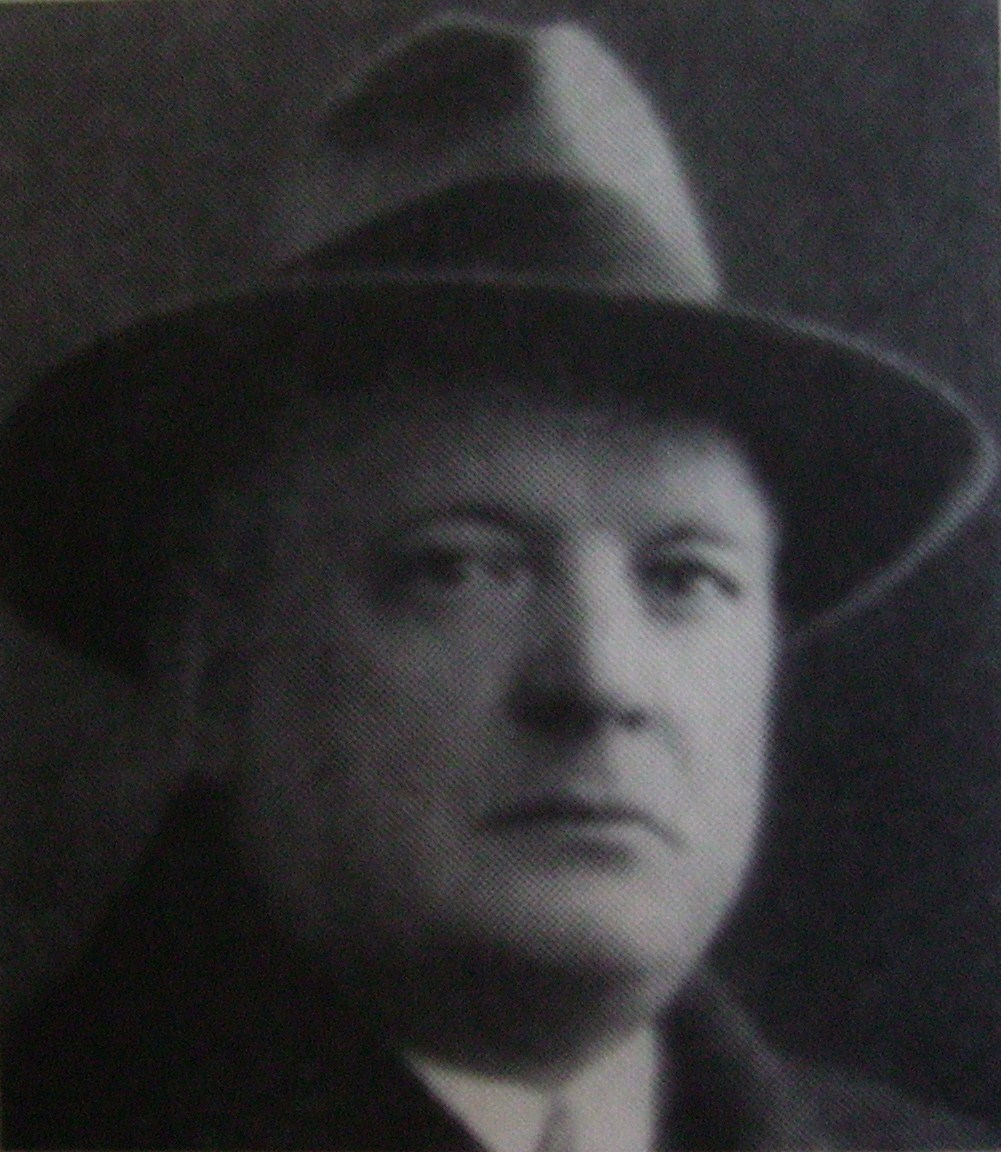
John Lönnegren.

John Alexander Lönnegren, född 12 december 1878 i Luleå, död 25 februari 1949 i Arboga, var en svensk journalist och affärsman.

## Biografi
Lönnegren var son till lektor August Lönnegren och Ester, född Elmstedt. Han studerade vid Uppsala universitet 1897–1902, tog juridisk preliminärexamen 1897 och blev filosofie kandidat 1901. Han var därefter lärare vid Nordiska lantbruksskolan på Hagaberg i Jönköpings stad hos P.J. Rösiö 1902–1903. År 1916 blev han filosofie doktor vid Greifswalds universitet på avhandlingen Anders Berch und der schwedische Merkantilismus. 
Lönnegren var anställd vid Svenska Dagbladet i flera år från 1903, varunder han hann med att vara korrespondent i London och Berlin. Åren 1916–1919 var han redaktionssekreterare vid Aftonbladet. Han var även utgivare av Svensk Motortidning 1906–1907. Han använde signaturerna J.A.L., J.L., Never Mind och Mais. Lönnegren var även verksam inom näringslivet, bland annat som direktör för AB Edisons Kinetophon 1914 och från 1922 var han att anse som en självständig affärsman. 1924 blev han brasiliansk vicekonsul och från 1931 var han brasiliansk konsul i Stockholm.
Under finska inbördeskriget var Lönnegren engagerad för den vita saken och var medlem i Föreningen Finlands vänner. Han erhöll Frihetskorset av tredje klass 1918.Han innehade en del förtroendeuppdrag också, som bland andra styrelseledamot vid DIF och AB Nya Banken.
1940 ställdes Lönnegren under övervakning av Allmänna säkerhetstjänsten (ASK), en föregångare till Säkerhetspolisen (Säpo). Han misstänktes vara en agent åt Abwehr. I december 1944 anhölls han. Lönnegren hade då gett 538 namn på flyktingar som flytt från Tyskland eller av Tyskland ockuperade områden till Abwehr, som sedan gav dem till Gestapo. Han åtalades tillsammans med överinspektören vid Socialstyrelsen Robert Paulson och i en senare rättegång befanns Lönnegren skyldig. Han dömdes 20 juni 1945 av Stockholms rådhusrätt till två års straffarbete för bland annat spioneri för tysk räkning. Lönnegren förklarade sig nöjd med domen.